# Turborotalita
Turborotalita es un género de foraminífero planctónico de la Subfamilia Globigerininae, de la familia Globigerinidae, de la superfamilia Globigerinoidea, del suborden Globigerinina y del orden Globigerinida. Su especie tipo es Truncatulina humilis. Su rango cronoestratigráfico abarca desde el Messiniense (Mioceno superior) hasta la Actualidad.

## Descripción
Turborotalita incluye especies con conchas trocoespiraladas, globulares a lenticulares, con trocospira plana; sus cámaras son globulares a ovaladas, creciendo en tamaño de manera rápida, con una última cámara ampulada que cubre el ombligo; sus suturas intercamerales son incididas y rectas; su contorno ecuatorial es subredondeado y lobulado; su periferia es redondeada; su ombligo está tapada por la cámara ampulada (pseudobulla); en el estadio inicial, su abertura principal era interiomarginal, umbilical-extraumbilical, de arco pequeño bordeada de un labio; en el estadio final, presentaba pequeñas aberturas accesorias infralaminares en la margen umbilical de la cámara ampulada; presentan pared calcítica hialina, macroperforada con poros en copa, y superficie punteada y espinosa (bases de espinas).

## Discusión
Clasificaciones posteriores han incluido Turborotalita en la familia Turborotalitidae.

## Ecología y Paleoecología
Turborotalita incluye foraminíferos con un modo de vida planctónico (carnívoro, con simbiontes), de distribución latitudinal tropical-subtropical, y habitantes pelágicos de aguas superficiales e intermedias (medio epipelágico a mesopelágico superior).

## Clasificación
Turborotalita incluye a las siguientes especies:
- Turborotalita cristata
- Turborotalita humilis

Otras especies consideradas en Turborotalita son:
- Turborotalita clarkei
- Turborotalita detrita
  - Turborotalita detrita primoripumilio
  - Turborotalita detrita roglbolliorum
- Turborotalita primitiva
- Turborotalita quinqueloba